# 에르디아
에르디아(독일어: Eldia, 영어: Eldia 엘디아[*]) 또는 에르디아 민족, 에르디아 인은 만화 진격의 거인에 등장하는 가상의 민족, 국가, 인종이다.

## 뿌리와 기원
어떤 생물과의 계약으로 힘을 얻은 최초의 거인 시조 유미르(Gründer Ymir, 始祖 ユミル)의 후손들인 민족이다. 시조 유미르의 힘은 사후 아홉 조각으로 나뉘어 계승되었으며, 이를 아홉 거인이라고 부른다. 각 계승자들의 일족은 후세 막강한 귀족 가문으로 성장하게 된다. 에르디아는 거인의 힘으로 과거의 대제국이었던 마레로부터 세계의 패권을 빼앗는 데에 성공한다.
이들을 지배하는 왕가는 유미르 프리츠의 직계 혈통인 정통 프리츠 왕가였으며, 아홉 거인 체제가 유지되는 동안 승승장구하는 대제국이었지만 그들의 복속국이 된 마레가 오랜 세월의 공작을 걸쳐 내분을 유도한 후 발생한 거인 대전으로 아홉 거인 중 7명의 거인이 마레에 귀속되고, 에르디아는 열세에 몰린다.
이에 에르디아 145대 왕 칼 프리츠는 파라디 섬에 3중의 방벽을 세우고 일부 백성을 이끌고 들어갔으며, 대륙에 남겨진 나머지 에르디아인은 그대로 수용소행 또는 강제 차출되어 거인병기로 이용당하게 되었고 결과적으로 마레의 군대로서 인권도 존중받지 못한 채 사지로 내몰리는 비참한 대우를 받게 된다. 이런 참혹한 상황에 장기간의 마레 정권의 세뇌를 받은 벽 밖의 에르디아 민족은 파라디 섬 안의 동족에게 강렬한 적대감과 증오, 원망을 갖고 있다.
현재 민족을 괴물 취급하며 박대하는 마레 뿐만 아니라 '중동 연합' 등 다른 나라 사람들도 에르디아인에 대해 "창년의 후예 놈들", "만지면 더러워진다." 등 이들과 접촉조차 꺼려하는 모습을 보인다. 이를 말미암아 에르디아인 역시 오래 전부터 거인의 힘으로 세간의 시선을 적으로 만들 법한 행위를 벌여온 것 같다. 하지만 무엇보다도 에르디아 인들이 혐오받는 궁극적인 이유는 "인간이 아닌 괴물"이라는 두려움 때문이다.

## 세력

### 파라디 섬

#### 정통 왕가와 방벽 내부의 에르디아인들
이 만화의 배경이 대부분 방벽 안인 만큼 나오는 등장인물들이 대부분 이 민족 계열이다. 아커만 일족도 에르디아인에게 잠재적으로 깃든 유미르 프리츠의 유전자와 이어져 있기에 좌표와도 이어져 있어 에르디아인이라 볼 수 있다.
방벽 왕정은 시조의 거인만 보유하고 있었는데, 그리샤 예거가 벽 안에 들어와 레이스 가문을 몰살하고 시조의 거인을 탈환해서 엘런 예거에게 진격과 시조를 계승시켰다. 현재는 조사병단이 여성형 거인 구속 및 초대형 거인을 아르민 아를레르트에게 계승하고 전퇴의 거인 역시 엘런 예거에게 먹혀 아홉 거인 중 다섯을 갖게 되었다.
방벽 내에서도 정통 왕가의 존재가 알려지고 나서부터는 조사병단과 왕가 및 헌병단 사이의 대립이 있었으나, 조사병단이 주둔병단의 도움으로 쿠데타에 성공하고, 조사병단 출신의 히스토리아 레이스(크리스타 렌즈)가 왕이 되면서 사실상 두 조직 사이의 대립은 사라졌다.
145대 왕이 파라디 섬에 삼중의 방벽을 세우고 그 안에 일부의 백성들을 데리고 들어갔으며, 그 시점을 에르디아인들은 마레에 남은 이들과 파라디 섬에 사는 사람들로 나뉘게 된다. 145대 왕이 시조의 거인과 평화를 주장하며 부전의 조약을 맺고 백성들의 기억을 조작함으로써 방벽 밖의 세계와 격리시키려 했지만 마레 제국의 시조의 거인 탈취 작전으로 모든 게 헛수고가 된다. 애초에 시조 거인의 능력이 평화 유지용이었는데 그 능력을 버리고 평화를 주장하며 방벽을 세운 것이 아이러니. 90화 기준으로 조사병단의 활약 덕분에 파라디 섬의 경계를 육안으로 확인하였다.
23권 이후부터, 엘런 예거의 단독 행동으로 빌리 타이버의 레벨리오 수용구 연설회 때 빌리 타이버를 비롯한 세계 각국의 외교관들을 죽이는 혼란이 일어났다. 정확하게 표현하자면 에렌은 빌리 타이버가 보유할 것으로 예상된 전퇴의 거인이 목적이었고 지하에서 거인화 하면서 부서진 건물 잔해가 민간인과 초대받은 각국의 외교관들이 맞고 휘말렸다. 이 사건으로 상당수의 국가가 연합해 파라디 섬 세력을 적대하는 건 확실하다.
105화에서 마레 습격 후 파라디 섬으로 귀환하는 에렌이 한 말을 보면 진짜 세계를 대상으로 싸울 생각이다. 현재 파라디 섬 에르디아국은 아홉 거인 중 6종류의 거인을 차지하고 있기에 불가능하지 않은 일이다. 아직 대거인전 병기의 개발이 완료되지 않은 현 상황에서, 좌표 능력이 개방된 시조의 거인과다른 지성 거인들이 봉인당한다 쳐도 좌표 능력이 멀쩡한 시조의 거인 하나만 있으면, 현대(2019년) 기준으로도 위협적인 땅 고르기를 시전할 수가 있기 때문에 2019년대보다도 더 문명 발전 수준이 미비한 작중 세계관 정도라면 땅 고르기 시전만으로도 세계 정복 정도야 가능할 듯하다.
문제는 엘런 예거의 독단적인 행동과 사샤 블라우스의 사망, 쓸 데 없이 감정적인 단원들 때문에 내부적으로 흔들리고 있으며, 에르빈 스미스의 빈자리나 자유를 위해서라면 비윤리적 행동들도 서슴지 않는 모습이 큰 리스크가 되고 있다.

### 에르디아 복권파
그리샤 예거와 다이나 프리츠가 속해있던 일종의 반란군. 유미르의 회상에서 유미르를 진짜 위미르라고 믿으며 섬기는 단체라든가 올빼미의 아버지가 속해있던 조직 등 에르디아인으로 이루어져 에르디아를 동경하고 마레에 대항하는 단체는 많았던 것 같지만, 그 규모와 능력이 가장 뛰어난 단체는 그리샤 예거가 속해 있던 단체였던 것 같다. 비록 실패했지만 마레 국방력의 중심이 되는 거인들을 빼앗으려는 작전까지 감행했으니 말이다.
복권파의 우두머리는 올빼미, 후일 밝혀진 바에 따르면 에렌 크루거였으며, 정체를 숨기고 마레 깊숙히 잠입한 데다가 거인의 힘까지 지녔던 덕에 복권파가 그 정도의 영향력을 발휘할 수 있었던 것으로 보인다. 
복권파라는 의미로 복권파의 일원을 모두 가슴에 십자 흉터를 갖고 있다.
이름만 들으면 방벽 속의 왕가에 우호적일 것 같지만 의외로 그쪽을 혐오하는데, 그 이유는 왕가가 뻘짓을 해서 자신들이 이 지경이 됐다고 믿기 때문이다.
본래는 진격의 거인의 한 마리만 소유하고 있었던 것 같지만, 그리샤 예거가 진격의 거인을 계승, 시조 거인#s-1.2마저 계승하면서 복권파는 에르디아 측의 두 마리의 거인을 가지게 되었다. 그러나 복권파의 유일한 생존자라고 보여지는 그리샤마저 자살을 택하여 죽게 되면서 복권파는 사실상 궤멸했고, 복권파의 의지는 엘런 예거, 넓게는 조사병단에게 넘어갔다고 볼 수 있다.

### 타이버 가문
에르디아가 대제국을 이뤘던 시대의 말엽, 숱한 내분이 있었는데, 전퇴의 거인을 소지한 귀족 가문이었던 타이버 일족은 훗날 인류의 영웅으로 칭송받게 되는 헤로스(그리스어, 독일어로 영웅을 의미한다.)와 함께 각 세력 사이를 이간질하여 승기를 거머쥐었고, 종래엔 마레를 부활시키며 에르디아 전복의 주역이 되었다. 또한 이후 패배한 프리츠 왕가와 민족 일부를 파라디 섬으로 쫓아내었고, 마레에 남은 민족들이 탄압과 박해를 받고있는 와중에도 자신들 가문만은 악마를 몰아낸 용감한 가문이 되어 후한 대접을 받고 살아가고 있다. 
레벨리오 전투 직전 수장은 빌리 타이버였다. 타이버 가문의 구심점 역할을 했던 빌리가 사망했기 때문에 빌리의 뜻을 이을 살아남은 타이버 가문의 후계자가 없는 이상 자연스럽게 멸족 되거나 마레 내 실권자 가문으로서의 위치를 잃을 가능성이 커졌다. 게다가 당주였던 빌리부터가 해당 항목에서 보았듯이 모순점이 많았으며, 자신의 의도와는 달리 마레 내 내전의 단초를 제공했다. 자세한 내용은 테오 마가트 항목과 빌리 타이버 항목 참고.

## 유미르의 저주
유미르의 혈통과 멀게 연관되어 있는 직계 혈통인 '유미르의 백성'인 에르디아인이 아홉 거인을 물려 받으면 일어나는 저주이다.
유전자가 유미르의 백성인 인간이 무구의 거인으로 변하고 유미르의 시초의 거인 중 하나인 아홉 거인을 잡아먹고 인간으로 되돌아오면 거인화할 수 있는 힘을 얻게 되지만, 그에 따른 리스크로 13년 이상 살 수 없는 시한부의 인생이 주어진다. 이 현상을 작중 인물들은 유미르 프리츠가 내린 저주로 보고, '유미르의 저주'라고 부른다.

## 역사

### 2,000년 전
122화에 따르면 원래 에르디아는 게르만족을 모티브로 한 농경 사회의 부족으로 고대 2,000년 전 고대에 흔히 존재하는 일반적인 부족 사회 중 하나였다. 고대 게르만족의 복장을 입고 있다. 이 때는 당연히 이들도 모두 평범한 인간이었다. 그런데 이 부족 중 정복민 노예 소녀였던 유미르가 누명 쓰고 쫓기는 벌을 받다가 우연찮게 서로를 껴앉는 여성과 남성을 그대로 빼닮은 듯한 수수께끼의 신비한 참나무를 발견하고 그 나무에 어떤 신비감을 느꼈는지 피신처 삼아 들어간다. 나무의 구멍을 지나친 순간 유미르는 균형을 잃고 깊숙한 물웅덩이에 추락해 숨이 멎어 익사하기 직전에 이르렀으나, 그 때 거인의 기원격 되는 무언가, 인간의 뇌척수를 그대로 빼닮은 형태를 기진 정체불명의 연체생물과 접촉하여 생물이 익사해 죽어가던 유미르의 몸에 들어간다. 이리하여 시조 유미르는 우연치 못한 비의도적인 경로로 '시초의 거인'으로 변이하고 인류 최초로 거인화하는 능력을 얻은 인간으로 거듭난다.
유미르는 일반적인 논리의 영역 안에서는 해석할 길이 없는 초월적이고 강대한 초능력을 얻었고 원한다면 자신을 끔찍하게 괴롭히고 장난감 취급했던 병사들을 모조리 스스로의 힘으로 쓸어버릴 수 있었다. 그럼에도 위미르는 '자유'라는 개념을 모르는 무지한 소년이었고, 혼자서 어떻게 해야할지도 몰랐고, 그저 사랑에 매달리기만 했던 여린 아이였다. 우연히 얻은 엄청난 권능을 문맹아라서 글자를 읽을 수도, 부모도 없었기에 유일하게 할 수 있는 것인 에르디아의 왕에게 복종하는 것을 선택했고, 에르디아의 왕은 그런 유미르를 변함 없이 노예처럼 부리며 에르디아를 강력한 대제국으로 성장한다. 
에르디아의 적대 세력이었던 마레 제국마저 강력한 거인의 힘으로 복속시키고 유미르의 덕을 톡톡히 보는 한편, 유미르의 의사는 전혀 신경쓰지 않고 그를 자기 아내로, 그에게서 딸들을 얻어냈다. 그러던 와중 항복하기 위해 무릎을 꿇은 마레 장수 중 하나가 왕을 죽이기 위해 투창을 시전한다. 딸들과 함께 왕의 지근거리에 있던 유미르가 프리츠를 지키기 위해 얼른 황급하게 뛰어가 투창을 대신 맞고 쓰러진다. 
그럼에도 사악하고 배은망덕한 프리츠는 넌 나를 위해 태어났다, 넌 이런 걸로 안 죽는거 다 안다라는 대사를 치며 앞으로도 위미르를 부려먹을 욕심을 포기하지 못했으나 위미르는 지쳐버렸는지 재생을 포기하고 그대로 죽어버린다. 그러자 왕은 유미르의 힘을 포기하지 못한다면서 자신과 유미르의 딸들인 마리아, 시나, 로제에게 유미르의 시체를 모두 먹게 만든다.
그렇게 해서 유미르의 좌표는 세 갈래로 갈라졌고 딸들이 아이들을 두고 딸들이 죽으면 아이들이 또 그걸 먹게 하던 끝에 현재의 아홉 거인이 발생하고 좌표도 그만큼, 혹은 그 이상으로 나뉘게 된다. 왕은 죽어서도 거인들에 의해 강국으로 유지되는 에르디아를 꿈꾸었고 사후에도 시조 유미르는 좌표를 관리하며 계속 거인들을 만드는데 동원되었으며, 결국 다른 에르디아인들 모두 유전 형질이 어느 시점부터 변화해서 거인이 될 수 있는 유일한 민족이 되어 버렸던 것이다. 
한 마디로 칼 프리츠 이후 마레와 파라디 섬에서 각자 다른 의미로 고생하게 된 에르디아인들(+ 혼혈들과 파라디 섬 이주에 휘말린 소수 민족) 모두가 시조 위미르의 힘을 주구장창 사후에도 활용하고 싶어했고 에르디아를 세계 초강대국으로 만들어보겠다던 초대 프리츠 왕의 욕심에서 비롯된 피해자들이었던 셈이다. 선과 악의 구분이 모호하고 입체적인 인물들이 수없이 많은 진격의 거인 세계관에서 미카사를 납치한 인신매매범들, 타락 이후의 플록 포르스터와 더불어 독보적으로 정말 지독할 정도로 악 (悪)이며 동정과 옹호의 여지가 없는 최악의 절대악 쓰레기라고 할 수 있는 인물.

## 기타
마레 내에서 이들이 차는 완장에는 별 모양의 문양이 그려져 있는데, 이는 그리샤가 에르디아의 역사를 듣던 장면의 그림에서 시조 거인의 손에서 뿜어져 나오는 빛의 모양과 유사하다. 정황상 에르디아의 상징인 듯하다.
전체적인 베이스는 독일인과 문화적, 인종적으로 비슷해 보인다. 유미르 프리츠의 과거 회상을 보면 고대 에르디아 민족은 로마 시대의 고대 게르만족의 모습을 하고 있었다. 반면 마레 제국은 고대 로마. 다만 특유의 선민사상, 별 문양, 독일식이 주가 되는 이름, 여러 캐릭터들의 매부리코, 현재 마레 내외의 에르디아 인들의 취급을 보면 수용소, 완장 등의 요소로 보아 아슈케나짐 유대인에서도 상당히 모티브를 땄다. 세계 대전 당시의 유대인을 연상시키는 한 편, 성경의 그것과도 인연이 깊은 듯한 연출이 종종 등장한다. 또한 진격의 거인 세계관에서 세계 지도가 현실의 지도를 거꾸로 뒤집은 모습인데 벽 안의 에르디아 인들이 사는 곳이 현실 세계의 마다가스카르에 해당된다. 과거 제2차 세계대전 기간, 나치 독일이 진행했던 유대인을 마다가스카르로 이주시키고자 했던 계획과 공통점이 있으며, 영감을 받았으리라 추정. 유대인 외에도 에르디아 인과 마레인의 관계가 마치 르완다 학살 당시 후투족과 투치족의 관계와 상당히 비슷하다.
의사 집안인 그리샤가 비행선에 타고 싶다고 말하는 페이에게 우리가 대체 뭔 수로 부자가 될 수 있느냐고 하는걸 보면 에르디아인들은 경제적으로 굉장히 큰 제약을 받는 듯하다. 다만 마레 제국 내에서의 전반적인 의식주 자체는 방벽 내부의 삶보다 더 나은 것으로 비춰진다.